# Senatus consultum ultimum
Senatus consultum ultimum, или senatus consultum extremum, также senatus consultum de re publica defendenda (декрет сената о защите Республики) — в эпоху гражданских войн в Древнем Риме (133—30 до н. э.) — специальное постановление сената (сенатусконсульт), наделявшее магистратов чрезвычайными полномочиями.
Senatus consultum ultimum фактически предоставлял неограниченную (диктаторскую) власть консулам, преторам, народным трибунам и проконсулам со стандартной формулировкой: videant consules ne res publica detrimenti capiat («консулам проследить, чтобы республика не понесла ущерба»). В частности, магистраты получали право приговаривать римских граждан к казни по законам военного времени, без права апелляции к народному собранию — так называемого provocatio ad populum.
Саллюстий формулирует эти полномочия следующим образом:

Это наибольшая власть, какую сенат, по римскому обычаю, предоставляет магистрату — право набирать войско, вести войну, применять к союзникам и гражданам всяческие меры принуждения в Городе и за его пределами и в походах обладать не только высшим империем, но и высшей судебной властью; в иных обстоятельствах, без повеления народа, консул не вправе осуществлять ни одного из этих полномочий.— Саллюстий. О заговоре Катилины. 29, 3.
Ввиду сомнительной законности таких постановлений, нарушавших основные гражданские права, они принимались сенатом лишь в исключительных случаях — в обстановке открытого мятежа, угрожавшего основам государства. Впервые эта мера была применена в 121 до н. э. для борьбы с Гаем Гракхом.
Известно не менее десяти случаев принятия чрезвычайных сенатских постановлений.
- 10 декабря 121 до н. э. сенат предоставил чрезвычайные полномочия консулу Луцию Опимию для подавления выступления Гая Гракха, устроившего в Риме беспорядки. Опимий произвел резню сторонников Гракха на Авентинском холме, затем чрезвычайные трибуналы (квестии) казнили еще около 3 тыс. человек[4]. В следующем году Опимия привлекли к суду за незаконные аресты и казни, но сенатская олигархия добилась его оправдания[5]. Немецкий юрист и философ Карл Шмитт указывал, что это был первый прецедент в политической истории Рима, если не учитывать более ранние «прообразы». По его мнению, такое положение фактически представляет собой «квазидиктатуру»[6].

- В 100 до н. э. консулу Гаю Марию было поручено подавить выступление Сатурнина и Главции[7]. Эта карательная акция также привела к значительным жертвам.

- (предположительно) в 87 до н. э. было принято постановление против мятежа консула Корнелия Цинны. Люди консула Гнея Октавия разгромили сторонников Цинны, тот бежал из Рима, после чего сенат отрешил его от должности и объявил вне закона[8][9].

- В 77 до н. э. консулам и другим магистратам с империем (в том числе Помпею) поручалось подавление мятежа Лепида, собиравшего войска для похода на Рим[10].

- 22 октября 63 до н. э.[11] консулы получили чрезвычайные полномочия для расследования заговора Катилины и наказания виновных[12]. На основании этого декрета консул Марк Туллий Цицерон своей властью казнил пятерых катилинариев. Уже в следующем году противники сената заявили о незаконности этих действий, а в 58 до н. э. народный трибун Публий Клодий провел в комициях закон, приговоривший Цицерона к изгнанию за то, что в период своего консульства тот незаконно казнил римских граждан. Таким образом правомерность сенатусконсультов была поставлена под сомнение.

- В 62 до н. э. консулам было поручено подавить беспорядки, устроенные народным трибуном Метеллом Непотом, требовавшим суда над Цицероном.

- В 52 до н. э. интеррексу, народным трибунам и проконсулу Помпею поручалось навести порядок в Риме и Италии, так как из-за столкновений банд Клодия и Милона не удалось провести выборы, а после убийства Клодия начались новые беспорядки. Вскоре Помпей был избран единоличным консулом[13].

- В январе 49 до н. э. магистратам и Гнею Помпею было поручено подавление мятежа Юлия Цезаря[1].

- В 48 до н. э. консулу П. Сервилию Ватии Исаврику поручалась защита города и подавление мятежа Целия Руфа и Милона.

- В 47 до н. э. начальнику конницы Марку Антонию было поручено подавить выступление народного трибуна Долабеллы, захватившего Форум. После кровопролитной стычки Антоний рассеял банды мятежников[14].

- В 43 до н. э. консулам и Октавиану поручалась война с Марком Антонием.

- В 40 до н. э. триумвирам поручалась защита Рима и была дана санкция на арест Сальвидиена Руфа[15].

По сообщению Плутарха, уже при подавлении выступления Тиберия Гракха в 132 до н. э. Публий Назика Серапион предлагал предоставить консулу Муцию Сцеволе чрезвычайные полномочия, но тот от них отказался, заявив, что не станет убивать римских граждан без суда. Тогда Назика и его сторонники без всякого формального постановления сами устроили избиение гракханцев.
В связи с подавлением гракханского движения уже Аппиан задавался вопросом, интересовавшим и позднейших исследователей — почему сенат не прибег к испытанной конституционной практике, и не назначил диктатора? По-видимому, дело в том, что народные трибуны во второй половине III в. до н. э. постарались поставить диктатуру под контроль народного собрания, для чего было принято несколько законов (в частности, закон Метилия 217 до н. э.) В результате сенатская олигархия лишилась монополии на использование этой экстраординарной магистратуры, и назначения диктаторов прекратились.
Плутарх и Аппиан считали реакцию сената на деятельность Гракхов неадекватной, и полагали, что незаконные действия правительства немало способствовали переходу от политических методов решения гражданских конфликтов к эпохе неограниченного насилия. На основании этих соображений уже Аппиан высказал популярную точку зрения, согласно которой расправа над братьями Гракхами начала латентную фазу гражданских войн.